# Gusztáv Haller
Gusztáv Haller (n. 5 decembrie 1873, Cluj, Austro-Ungaria – d. 20 februarie 1923, Cluj, România) a fost primar al orașului Cluj în perioada 1 decembrie 1913 - 19 ianuarie 1919. 
În data de 18 ianuarie 1919 a fost invitat de prefectul Valentin Poruțiu, numit de Consiliul Dirigent, să depună jurământ de credință regelui României. În aceeași, dar și o zi mai târziu, a declarat că rămâne credincios guvernului maghiar, care deține puterea executivă în baza tratatului de armistițiu din 1918. A declarat că nu recunoaște autoritatea Consiliului Dirigent de la Sibiu. "Și credința mea religioasă mă oprește a depune jurământul, atâta vreme cât guvernul maghiar nu mă absolvă de jurământul depus. Nu pot depune jurământul și din cauză că Clujul aparține zonei asupra căreia va decide tratatul de pace - până atunci rămân credincios jurământului depus." 
În data de 19 ianuarie 1919 a fost somat din nou să depună jurământul cerut, iar în urma refuzului repetat, a fost declarat demisionat din funcția de primar, iar în locul său, la propunerea prefectului, Consiliul Dirigent al Transilvaniei l-a numit pe Iulian Pop.